# Hollókő
El pueblo húngaro de Hollókő, situado a un centenar de kilómetros al noreste de Budapest, figura en la lista del Patrimonio cultural de la Humanidad de la Unesco. La historia de este pueblo se remonta al siglo XIII con la construcción del castillo sobre el monte Szár a 365 m de altitud.
Parcialmente destruido al principio del siglo XVIII, sigue siendo uno de los castillos mejor conservados del norte de Hungría. El pueblo fue destruido en numerosas ocasiones hasta el último incendio de 1909 después del cual se abandonaron los tejados de caña y se sustituyeron por tejas. 
El casco antiguo, verdadero museo al aire libre, incluye una cincuentena de casas y edificios clasificadas incluida la iglesia de madera construida en el siglo XVI y que fue usada como granero hasta 1889. Las casas rústicas ilustran la estructura de construcción palocze del siglo XVII (los "Palóc" constituyen un grupo étnico con una cultura tradicional específico de la región cuyos orígenes siguen siendo un misterio). El museo del pueblo representa exactamente una disposición interior "palocze" y reúne objetos usuales y decorativos tradicionales. La casa del tejido presenta la fabricación del tejido con técnicas antiguas. 
Con ocasión de las fiestas, las más espectaculares son las de Pascua, los habitantes visten sus trajes regionales coloreados y ricamente adornados.

## Galería fotográfica

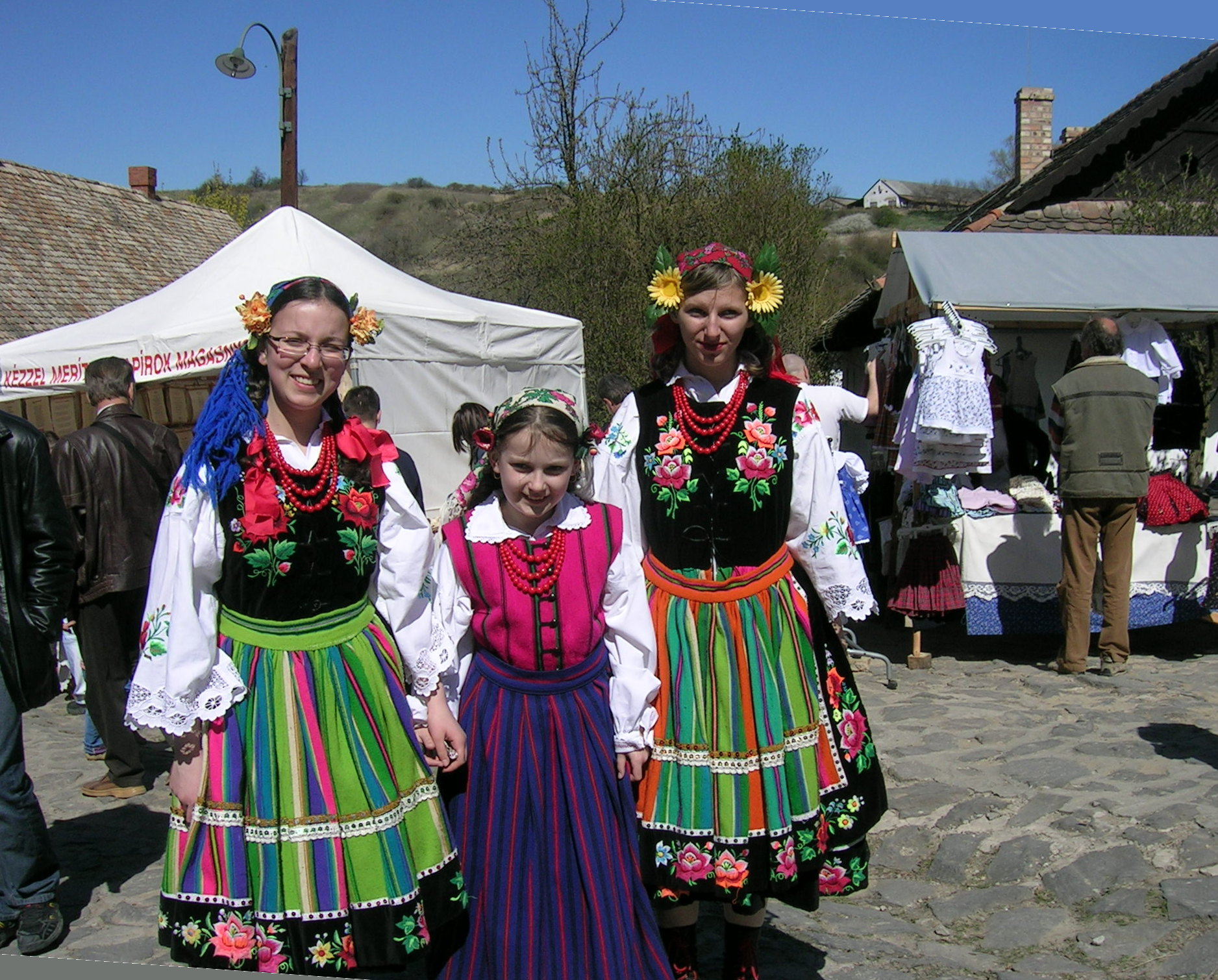
Traje tradicional palocze.
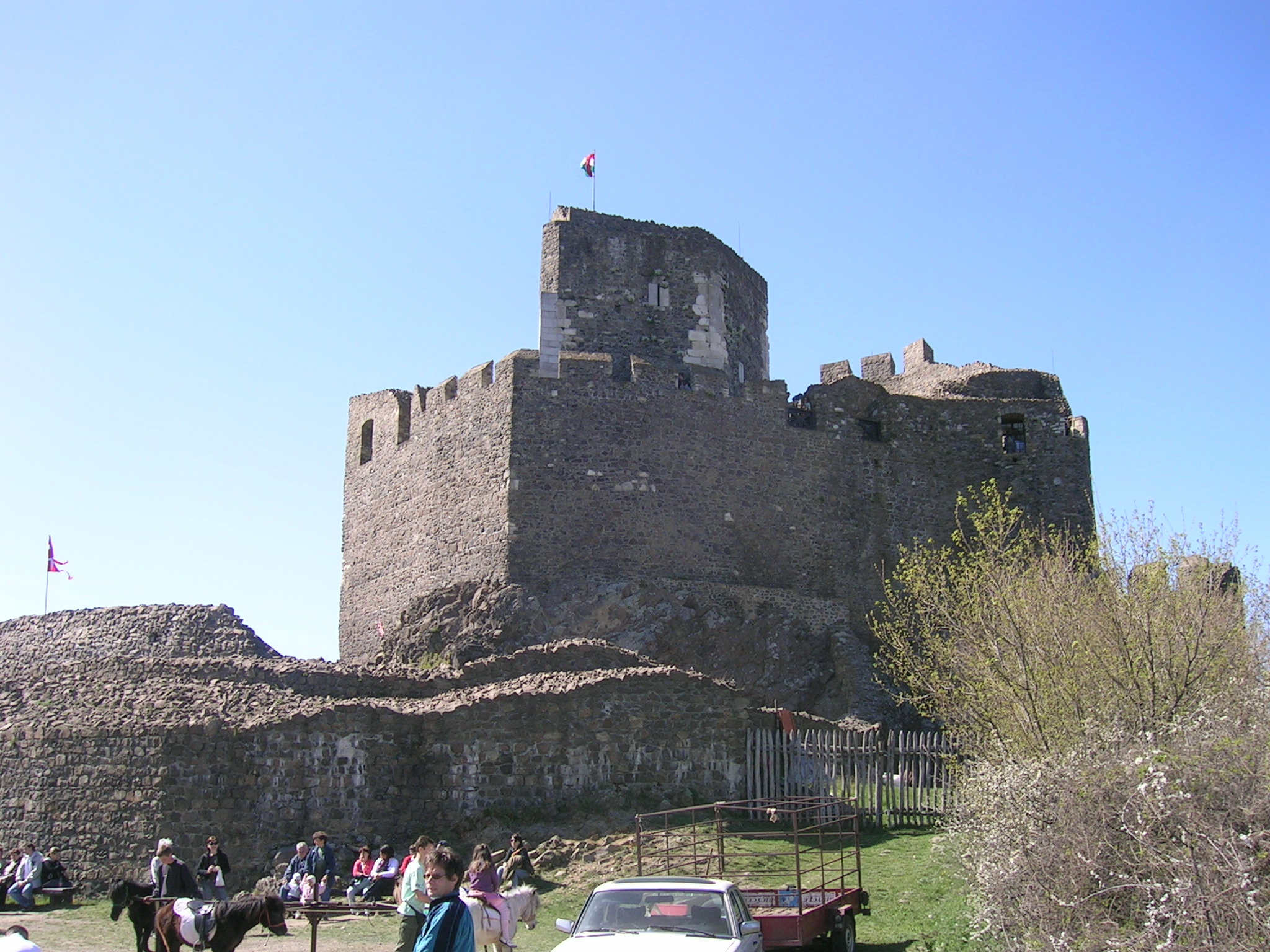
Castillo de Hollókő.